# Anchoa mundeola
Anchoa mundeola är en fiskart som först beskrevs av Gilbert och Pierson, 1898.  Anchoa mundeola ingår i släktet Anchoa och familjen Engraulidae. IUCN kategoriserar arten globalt som livskraftig. Inga underarter finns listade i Catalogue of Life.